# Dischidia aberrans
Dischidia aberrans är en oleanderväxtart som beskrevs av Rudolf Schlechter. Dischidia aberrans ingår i släktet Dischidia och familjen oleanderväxter. Inga underarter finns listade i Catalogue of Life.